# Первое сицилийское восстание
Первое Сицилийское восстание — восстание рабов на острове Сицилия в 135-132 годах до н. э. Во главе восстания стоял бывший раб Евн, провозглашенный восставшими царем, его главным полководцем был киликиец Клеон. Восставшие одержали несколько побед над римскими войсками, однако затем потерпели поражение от высадившейся на острове большой римской армии.

## Предпосылки восстания
К середине II века до н. э. концентрация рабов на Сицилии достигла огромных масштабов. Ситуация здесь отличалась практическим отсутствием мелкого свободного землевладения, наличием крупных рабских хозяйств и чрезвычайно тяжелым положением рабов, занятых в сельском хозяйстве. Положение усугублялось тем, что господа не проявляли заботы даже о пище и одежде для своих рабов, предоставляя им добывать все необходимое собственными силами. Как следствие, на острове процветали разбои и грабежи. Римские власти, не желая конфликтовать с крупными сицилийскими рабовладельцами, необходимых мер к улучшению не предпринимали.
Дополнительным фактором, способствовавшим началу восстания, был довольно однородный этнический состав сицилийских рабов — многие из них были сирийцами.

## Начало восстания
Восстание началось в городе Энна. Около 400 сельских рабов, принадлежавших некоему Дамофилу, собрались за городом под предводительством раба-сирийца Евна. Совершив жертвоприношение и принеся клятвы, они ворвались в город, где к ним присоединились местные рабы. Восставшие истребили почти все свободное население, оставив в живых только оружейных мастеров и нескольких рабовладельцев, отличавшихся мягким обращением с рабами.
На своем собрании рабы провозгласили Евна царем под именем Антиоха, а его жену — царицей.

## Ход восстания
Успешное выступление в Энне привело к выступлениям по всей Сицилии. Второй крупный очаг восстания возник в Агригенте, где бывший киликийский пират Клеон собрал отряд в 5000 человек и подчинил себе Агригент с прилежащей областью. Некоторое время рабовладельцы надеялись, что два лидера восстания выступят друг против друга, но надежда не оправдалась. Клеон подчинился Евну, став его первым полководцем.
Против восставших выступил претор Луций Гипсей, располагавший 8000 человек, однако восставшим удалось разбить его отряд. Эта победа способствовала распространению восстания. Вскоре численность восставших рабов превысила 100 тысяч человек. Они заняли почти все крупные города центральной и восточной частей острова — Энну, Агригент, Тавромений, Катану, Мессану.

## Государство рабов
В результате этих событий в Сицилии образовалось настоящее государство рабов, во главе которого стоял царь Евн-Антиох, выпускавший монеты с собственным именем и титулом. Восставшие не трогали мелких землевладельцев, сохраняя производственные возможности острова.

## Поражение восстания
Большой размах восстания вынудил римлян отправить на Сицилию армии консулов. В 134 году против восставших действовал консул Гай Фульвий Флакк, в 133-м армия Луция Кальпурния Пизона Фруги подошла к Энне, в 132-м Публий Рупилий осадил Тавромений.
Рабы упорно сопротивлялись, однако в осажденных городах начался голод, что подорвало силы обороняющихся. В результате измены одного из рабов римлянам удалось взять Тавромений. Во время вылазки под Энной погиб Клеон, вскоре после этого главный город восставших пал. Евн попал в руки римлян и умер в тюрьме.

## Итоги восстания
Известия о крупном восстании на Сицилии широко распространились по Средиземноморью, став косвенной причиной некоторых заговоров и выступлений рабов.